# 1875 a jogalkotásban
1875-ben az alábbi jogszabályokat alkották meg:

## Magyarország

### Törvények
- 1875. évi I. törvénycikk Az összeférhetetlenségről
- 1875. évi II. törvénycikk Az 1848. évi V. törvénycikk 5. § A) pontja némely tételeinek módositásáról
- 1875. évi III. törvénycikk A nyilvános betegápolás költségei fedezéséről
- 1875. évi IV. törvénycikk A Budapest főváros területén a jelen törvény kihirdetése után 1877. augusztus 1. napjáig kiépitendő házak és a főközlekedési sugárutnak legkülsőbb részét szegélyező villák és nyaralók adómentességéről
- 1875. évi V. törvénycikk Az 1875. évi I. negyedében viselendő közterhekről és fedezendő államköltségekről szóló 1874. XXXVI. tc. hatályának 1875. évi április 30. napjáig kiterjesztése iránt
- 1875. évi VI. törvénycikk Az országgyülési képviselők választásáról szóló 1874. évi XXXIII. törvénycikk 12. § 5. pontjának és 108. §-ának pótlásáról
- 1875. évi VII. törvénycikk A földadó szabályozásáról
- 1875. évi VIII. törvénycikk Az 1874. évi október 9-én kötött "általános posta-egyleti szerződés" becikkelyezéséről
- 1875. évi IX. törvénycikk A birósági végrehajtókról szóló 1871. évi LI. tc. módositásáról
- 1875. évi X. törvénycikk A kézbesitőkről
- 1875. évi XI. törvénycikk Az Oroszországgal 1874. évi február 4-én (január 24-én) az iparvédjegyek tárgyában létesült nyilatkozvány beczikkelyezéséről
- 1875. évi XII. törvénycikk A tengerész-szökevények kölcsönös kiadatása tárgyában Görögországgal 1874 márczius 16/28-án kötött egyezményről
- 1875. évi XIII. törvénycikk Az Olaszországgal 1874. évi május 15-én kötött consulsági egyezményről
- 1875. évi XIV. törvénycikk A külföldi dohányért fizetendő engedélyi illeték megváltoztatása iránt
- 1875. évi XV. törvénycikk A fémjelzési törvény és szabályok módositása tárgyában
- 1875. évi XVI. törvénycikk A budapesti áru- és értéktőzsde, valamint a vidéki termény- s gabonacsarnokok választott biróságai előtt előforduló iratoktól s jogügyletektől és ezen biróságok itéleteitől járó bélyegilletékekről
- 1875. évi XVII. törvénycikk Az 1874. évi XIV. tc. alapján felvett államkölcsönről
- 1875. évi XVIII. törvénycikk Az 1875. év I. negyedében viselendő közterhekről és fedezendő államköltségekről szóló 1874. évi XXXVI. tc. hatályának 1875. évi május 31. napjáig kiterjesztése iránt
- 1875. évi XIX. törvénycikk A sör-, szesz- és czukor-adókról szóló törvényes határozatokban, az uj métermérték- és sulyrendszer folytán szükséges módositások tárgyában
- 1875. évi XX. törvénycikk A vasuti és gőzhajózási szállitás használatának megadóztatásáról
- 1875. évi XXI. törvénycikk A vadászatnak és vadászatra használható fegyvereknek megadóztatásáról
- 1875. évi XXII. törvénycikk A tőkekamat- és járadék-adóról
- 1875. évi XXIII. törvénycikk A házadóról szóló 1868. évi XXII. tc. hatályának meghosszabbitásáról és némely rendeletének módositásáról
- 1875. évi XXIV. törvénycikk A nyilvános számadásra kötelezett vállalatok és egyletek adójáról
- 1875. évi XXV. törvénycikk A bélyeg, illetékek és dijak tárgyában
- 1875. évi XXVI. törvénycikk A cselédtartásért, teke-asztalokért, játék-helyiségért, kocsi- és lótartásért fizetendő adóról
- 1875. évi XXVII. törvénycikk A bánya-adóról
- 1875. évi XXVIII. törvénycikk A bor- és husfogyasztási adóról
- 1875. évi XXIX. törvénycikk A kereset-adóról
- 1875. évi XXX. törvénycikk A polgárositott varasd-szt.-györgyi és varasd-körösi volt határőrezredek területén fekvő s eddig adómentes erdők ideiglenes megadóztatásáról
- 1875. évi XXXI. törvénycikk Az 1874. évi XXXV. tc. életbeléptetésének elhalasztásáról
- 1875. évi XXXII. törvénycikk A népoktatási nyilvános tanintézetek s nyilvános kisdedóvó intézetek tanitóinak s nevelőinek nyugdijazásáról, valamint azok özvegyeinek és árváinak gyámolitásáról
- 1875. évi XXXIII. törvénycikk Az 1875. évi államköltségvetésről
- 1875. évi XXXIV. törvénycikk A budapesti nemzeti szinház homlokzatának és bérházának kiépitéséről, az arra szükséges törlesztési kölcsönnek és a bérház adómentességének engedélyezéséről
- 1875. évi XXXV. törvénycikk A községek rendezéséről szóló 1871. évi XVIII. törvénycikk némely §-ainak a szabad királyi és törvényhatósági joggal felruházott városokra való kiterjesztéséről
- 1875. évi XXXVI. törvénycikk Az elsőfoku királyi biróságok ujabb szervezéséről
- 1875. évi XXXVII. törvény Kereskedelmi törvény
- 1875. évi XXXVIII. törvénycikk Az Oroszországgal 1874 október 15-én, a közönséges bűntettesek kölcsönös kiadatása iránt kötött államszerződés becikkelyezéséről
- 1875. évi XXXIX. törvénycikk Az 1874. évi XXXIII. tc. átmeneti intézkedéseinek pótlásáról
- 1875. évi XL. törvénycikk Az első magyar-gácsországi vasut állami biztositékának felemelése és az 1873. évi XXIII. tc. 3. §-ának módositása tárgyában
- 1875. évi XLI. törvénycikk A vasutak épitéséből az állam ellen támasztott kártalanitási követelések esetleges kiegyenlitéséről, valamint az állami biztositást élvező pályákon szükséges uj beruházásokról
- 1875. évi XLII. törvénycikk A nagysurány-nyitrai másodrendű vasut kiépitéséről
- 1875. évi XLIII. törvénycikk A tótmegyer-nagysurányi másodrendü vasut engedélyezéséről
- 1875. évi XLIV. törvénycikk Az arad-körösvölgyi II-rendű vasut kiépitése tárgyában
- 1875. évi XLV. törvénycikk A magyar-északkeleti és Hiba a {{vvr}}(?) sablonban: Nincs megadva érvényes vonalszám! függő ügyeinek rendezéséről
- 1875. évi XLVI. törvénycikk A szeszadó iránti törvény és szabályok adómentes pálinkafőzésről szóló 89. §-ának az 1876. évi január 1-jével a polgárositott bánát határőrvidék és titeli zászlóalj valamennyi lakosára való kiterjesztése tárgyában
- 1875. évi XLVII. törvénycikk Az általános jövedelmi pótadóról és az 1875:XXIX. tc. némely rendeletének módositásáról
- 1875. évi XLVIII. törvénycikk A földadóról szóló törvénycikk, a jövedelemadóról és a személyes kereseti adóról szóló törvénycikkek érvényben álló részei, valamint a czukoradóról, a bor- és husfogyasztási adóról és a dohányjövedékről szóló törvénycikkek hatályának meghosszabbitásáról
- 1875. évi XLIX. törvénycikk 80 millió osztrák értékü forint járadék-kölcsönről
- 1875. évi L. törvénycikk A sójövedékről szóló 1868. évi XI. tc. és a sójövedéki szabályok némely intézkedéseinek módositásáról
- 1875. évi LI. törvénycikk A közös hadsereg (haditengerészet) és a m. kir. honvédség egyéneinek katonai ellátásáról
- 1875. évi LII. törvénycikk A horvát-szlavonországi jelzálogos váltsági kötvények némely kedvezményeiről
- 1875. évi LIII. törvénycikk Az 1876-ik évben kiállitandó ujoncz- és póttartaléki jutalékok megajánlása tárgyában
- 1875. évi LIV. törvénycikk A megyék, kerületek, vidékek és székek 1876. évi közigazgatási-, árva- és gyámhatósági kiadásainak fedezéséről
- 1875. évi LV. törvénycikk Az 1876. évi államköltségvetésről
- 1875. évi LVI. törvénycikk Az 1875. julius 22-én kötött "nemzetközi távirdaegyezményről"
- 1875. évi LVII. törvénycikk A gyári és kereskedelmi védjegyek kölcsönös oltalma tárgyában a német birodalom kormányával kicserélt ministeri nyilatkozvány becikkelyezéséről
- 1875. évi LVIII. törvénycikk A metermérték-törvény behozataláról szóló 1874. évi VIII. törvénycikk 16-ik szakaszának módosítása iránt